# (5214) Oozora
Pour les articles homonymes, voir Ozora (homonymie).
(5214) Oozora est un astéroïde de la ceinture principale.

## Description
(5214) Oozora est un astéroïde de la ceinture principale. Il fut découvert le 13 novembre 1990 à Kitami par Atsushi Takahashi et Kazuro Watanabe. Il présente une orbite caractérisée par un demi-grand axe de 2,19 UA, une excentricité de 0,10 et une inclinaison de 6,1° par rapport à l'écliptique.

## Compléments